# Conmemoración (Testigos de Jehová)
La Conmemoración, conocidas también como la Cena del Señor, Conmemoración de la muerte de Cristo o Conmemoración del 14 de Nisán, es una conmemoración anual de la muerte de Jesús realizada por los testigos de Jehová. De acuerdo a las creencias y cosmovisión de los Testigos de Jehová, lo consideran como el único evento religioso que la Biblia mandata a observar, conforme a la interpretación de los eventos ocurridos en la última cena según lo descrito por los evangelios.  Durante la Conmemoración, se hace una lectura de los evangelios, y posteriormente, pasan entre los asistentes el pan sin levadura y el vino tinto. A diferencia de otros rituales eucarísticos, los testigos ven al pan y el vino de forma simbólica como recordatorio de la última cena y solo aquellos creyentes que se identifican como "ungidos" participan de la cena de los emblemas de la cena del señor. Los adherentes a los Testigos de Jehová rechazan los conceptos de la transubstanciación y la consubstanciación.

## Historia
Los orígenes de la celebración religiosa están vinculados al desarrollo del movimiento de los estudiantes de la Biblia en la década de 1870. La primera celebración se desarrolló en 1876. El crecimiento del movimiento, especialmente entre las décadas de 1880 a 1910, llevó a una concurrencia cada vez mayor, como la conmemoración de 1925, en la que la asistencia total fue de 90.434 personas. Sin embargo, tras la predicción fallida de Joseph Franklin Rutherford de que los antiguos patriarcas y profetas resucitarían físicamente en el mismo año, la asistencia a la Conmemoración disminuyó rápidamente.  En la Conmemoración de 1928 solo asistieron 17.380 personas, lo que impulsó a La Atalaya a dejar de informar temporalmente esas cifras anuales.[cita requerida]
Tras el cisma del movimiento entre las décadas de 1910 a 1930 y la posterior fundación de los Testigos de Jehová en 1931, por parte de las facciones afines a Joseph Franklin Rutherford y la Sociedad Watchtower, muchas de las creencias y doctrinas fueron enmendadas u reemplazadas, incluyendo la forma en la que se realizaba la celebración religiosa. En 1935, a medida que más personas sin compromiso comenzaron a asistir a las reuniones de los testigos de Jehová, se hizo una distinción por primera vez entre aquellos que creían que estaban destinados a gobernar en el cielo con Jesús ("los ungidos") y aquellos que la esperanza de vivir en un paraíso en la Tierra ("la gran muchedumbre"). Hasta el año 1938, los miembros de la "gran muchedumbre" no se les permitía unirse a la Conmemoración.
Durante la pandemia de COVID-19, se suspendieron los servicios conmemorativos en persona, lo que obligó al desarrollo de actividades a través de videoconferencia durante la vigencia de la emergencia sanitaria en diversas latitudes del mundo. En 2020, más de diecisiete millones de personas asistieron a la Conmemoración de forma virtual. [cita requerida] Tras el proceso de levantamiento de las restricciones a partir de 2022, y un plan de normalización de acuerdo a protocolos fijados por el Cuerpo Gobernante de los Testigos de Jehová, los servicios conmemorativos presenciales volvieron a desarrollarse a contar de 2023.

## Celebración
Aunque los Testigos de Jehová deben acatar una disciplina congregacional respecto de la observancia de celebraciones y acontecimientos festivos, desde su cosmovisión y sistema de creencias, consideran a la conmemoración del 14 de Nisán como el día más importante del año.   De acuerdo a la interpretación de la primera epístola a los Corintios, la cosmovisión y creencias de los testigos de jehová consideran que la conmemoración es el único evento que se mandata conmemorar  Se celebra anualmente en la fecha del calendario gregoriano que corresponde al decimocuarto día del mes de Nisán, la víspera de la Pascua, en el calendario lunisolar hebreo, según resoluciones del Cuerpo Gobernante de los Testigos de Jehová.
En las semanas previas a la Conmemoración, los creyentes escuchan sermones sobre el tema y se les asigna lecturas bíblicas de los capítulos del nuevo testamento acerca de los acontecimientos . A los creyentes en calidad de "publicadores" se les anima a invitar a la comunidad  a la conmemoración. Debido a esto, la asistencia a la Conmemoración suele ser habitualmente mucho mayor que otros eventos organizados por los Testigos de Jehová.
La Conmemoración generalmente se celebra en los Salones del Reino, lugares de culto de los Testigos de Jehová. No obstante, también se ha realizado en lugares de mayor capacidad como centros de eventos. De acuerdo al protocolo fijado por la organización religiosa, se evitan lugares que puedan considerarse como "extravagantes" o descontextualizados para el carácter del evento, dado que la última cena que el propio Jesús compartió con sus discípulos tuvo lugar en un sencillo comedor. Asímismo, la organización religiosa y las congregaciones habitualmente aconsejan que los asistentes se vistan con modestia y respeto.
Durante la conmemoración, la cual se celebra después del atardecer, se cantan dos himnos congregacionales conocidos como Melodías del Reino; uno al principio y otro al final. Un publicador, que preside el acto religioso, ofrece una oración y posteriormente se hace una lectura de los evangelios.
Al final del servicio, se realiza un rito eucarístico, denominado "la cena del señor", que simboliza a los acontecimientos de la última cena que Jesús compartió con sus discípulos en Jerusalén. Los emblemas del pan sin levadura y del vino  no adulterado, que representan simbólicamente los acontecimientos bíblicos, se pasan entre los asistentes. El acto finaliza con una oración final -a modo de comunión espiritual y acción de gracias- y la consagración del pan y el vino por parte de los ungidos. Los protocolos de los Testigos de Jehová no permiten sustituir el vino por jugo de uva. Los emblemas son considerados estrictamente como símbolos del sacrificio de Jesús, y dado este simbolismo, los Testigos de Jehová rechazan conceptos como la transubstanciación o la consubstanciación.
A diferencia de rituales similares en otras corrientes religiosas, los asistentes habitualmente evitan consumir el pan y el vino, ya que creen que sólo los que se consideran como ungidos son elegibles para hacerlo. Por ejemplo, en la Conmemoración de la Muerte de Jesús de 1993 sólo 8.693 personas participaron de la comunión, a pesar de que asistieron alrededor de 11,4 millones de personas. Dado que no existe un proceso de iniciación formal para los ungidos, quienes son identificados según sus convicciones internas, de acuerdo a textos del Cuerpo Gobernante de los Testigos de Jehová y a publicaciones de la Sociedad Watchtower, se ha afirmado que quienes participan del pan y del vino pueden no ser necesariamente creyentes ungidos genuinos.